# Тягно Борис Хомич

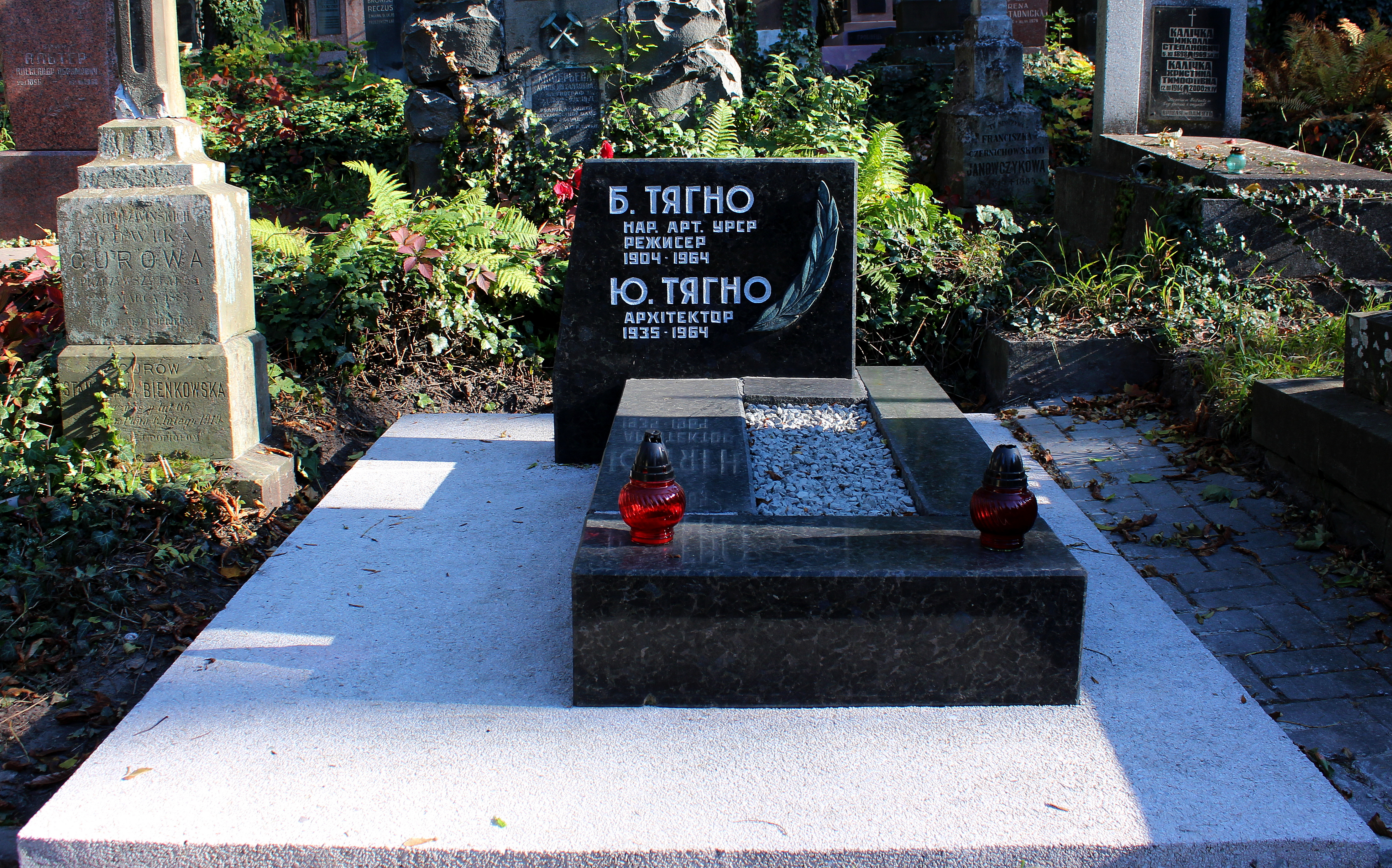

Бори́с Хоми́ч Тягно́ (* 23 серпня 1904, Харків — † 11 січня 1964, Львів) — український режисер школи Леся Курбаса. Народний артист Української РСР (1954).

## Життєпис
1923 — закінчив Державний музично-драматичний інститут імені М. В. Лисенка в Києві.
Згодом художній керівник Харківського театру робітничої молоді (1932–1937), Дніпропетровського українського драматичного театру імені Тараса Шевченка (1938–1940), Дніпродзержинського театру російської драми ім. Т. Шевченка (1940—1944), Одеського українського драматичного театру імені Жовтневої революції (1944–1947) та головний режисер Львівського українського драматичного театру імені Марії Заньковецької (1948–1962).
До найцікавіших вистав Тягна повоєнного часу належать «Дванадцята ніч» (1946) і «Гамлет» (1957) Вільяма Шекспіра, «Сон князя Святослава» Івана Франка (1955) і «Фавст і смерть» О.Левади (1960).
Режисер кінофільмів «Охоронець музею» (1930) і «Фата морґана» (1931) за Михайлом Коцюбинським.
Похований на Личаківському цвинтарі (поле № 5).
Нещодавно дирекцією ЛКП Музей «Личаківський цвинтар» надгробок на могилі Б. Тягна відремонтовано.

## Постановки утеатрі «Березіль»
- «Протигази» Третякова, 1924 р.
- «Секретар профспілки» за Скоттом, 1924 р.
- «Жакерія» Меріме, 1925 р.
- «Король забавляється» Гюго, 1927 р.
- «Жовтневий огляд», текст колективний, 1927 р.
- «Бронепоїзд 14-69» Іванова, 1928 р.
- «Смерть ескадри» Корнійчука, 1933 р.

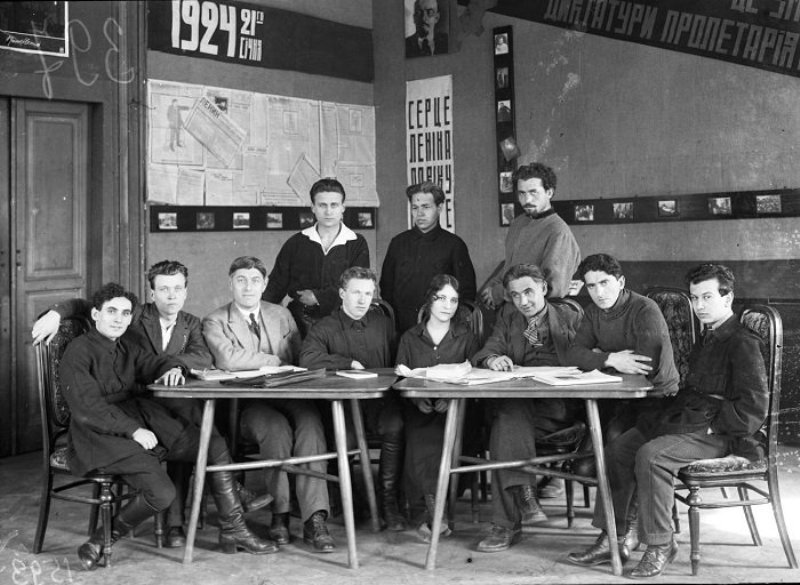
Режисерська лабораторія театру «Березіль», 1925 р. Сидять (зліва направо): Ханан Шмаїн, Я. Бортник, В. Василько, Борис Тягно, З. Пігулович, Л. Курбас, Ф. Лопатинський, Ю. Лішанський. Стоять: Павло Береза-Кудрицький, І. Крига, А. Авраменко-Ирій

1922–1929 — працював актором і режисером у «Березолі».